# Agnete Johnsen
Agnete Johnsen (Nesseby, 4 juli 1994), is een Noors zangeres.

## Biografie
Johnsen werd in 1994 geboren uit een Samenfamilie. Haar vader, Signe Iversen, is een jeugdboekenschrijver. Ze startte haar muzikale carrière in 2008 door mee The BlackSheeps op te richten. In dat jaar vertegenwoordigde de groep Noorwegen op Melodi Grand Prix Nordic, alwaar ze met Oro jaska, beana met de eindoverwinning aan de haal gingen. Het nummer haalde de nummer één-positie in eigen land en won de Spellemannprisen voor hit van het jaar. In 2011 nam de band deel aan Melodi Grand Prix, de Noorse preselectie voor het Eurovisiesongfestival. Met het nummer Dance tonight haalden ze de tweede plaats. Nadien werd de band opgeheven.
In 2016 nam ze solo deel aan Melodi Grand Prix. Met het nummer Icebreaker ging ze met de zegepalm aan de haal, waardoor ze haar vaderland heeft mogen vertegenwoordigen op het Eurovisiesongfestival 2016, dat gehouden werd in de Zweedse hoofdstad Stockholm. Ze kwam hier niet verder dan de halve finale.
1960: Nora Brockstedt · 
1961: Nora Brockstedt · 
1962: Inger Jacobsen · 
1963: Anita Thallaug · 
1964: Arne Bendiksen · 
1965: Kirsti Sparboe · 
1966: Åse Kleveland · 
1967: Kirsti Sparboe · 
1968: Odd Børre · 
1969: Kirsti Sparboe · 
1971: Hanne Krogh · 
1972: Grethe Kausland & Benny Borg · 
1973: Bendik Singers · 
1974: Anne-Karine Strøm & Bendik Singers · 
1975: Ellen Nikolaysen · 
1976: Anne-Karine Strøm · 
1977: Anita Skorgan · 
1978: Jahn Teigen · 
1979: Anita Skorgan · 
1980: Sverre Kjelsberg & Mattis Hætta · 
1981: Finn Kalvik · 
1982: Jahn Teigen & Anita Skorgan · 
1983: Jahn Teigen · 
1984: Dollie de Luxe · 
1985: Bobbysocks · 
1986: Ketil Stokkan · 
1987: Kate Gulbrandsen · 
1988: Karoline Krüger · 
1989: Britt Synnøve Johansen · 
1990: Ketil Stokkan · 
1991: Just 4 Fun · 
1992: Merethe Trøan · 
1993: Silje Vige · 
1994: Elisabeth Andreassen & Jan Werner Danielsen · 
1995: Secret Garden · 
1996: Elisabeth Andreassen · 
1997: Tor Endresen · 
1998: Lars Fredriksen · 
1999: Stig Van Eijk · 
2000: Charmed · 
2001: Haldor Lægreid · 
2003: Jostein Hasselgård · 
2004: Knut Anders Sørum · 
2005: Wig Wam · 
2006: Christine Guldbrandsen · 
2007: Guri Schanke · 
2008: Maria Haukaas Storeng · 
2009: Alexander Rybak · 
2010: Didrik Solli-Tangen · 
2011: Stella Mwangi · 
2012: Tooji · 
2013: Margaret Berger · 
2014: Carl Espen · 
2015: Mørland & Debrah Scarlett · 
2016: Agnete · 
2017: JOWST feat. Aleksander Walmann · 
2018: Alexander Rybak · 
2019: KEiiNO · 
2021: Tix · 
2022: Subwoolfer · 
2023: Alessandra · 
2024: Gåte ·
2025: Kyle Alessandro
- Bibsys: 6085232
- MusicBrainz: da890021-4049-4e03-8c18-2c02872c3e81
- Virtual International Authority File: 161145970159032251334